# Theodor Herzl

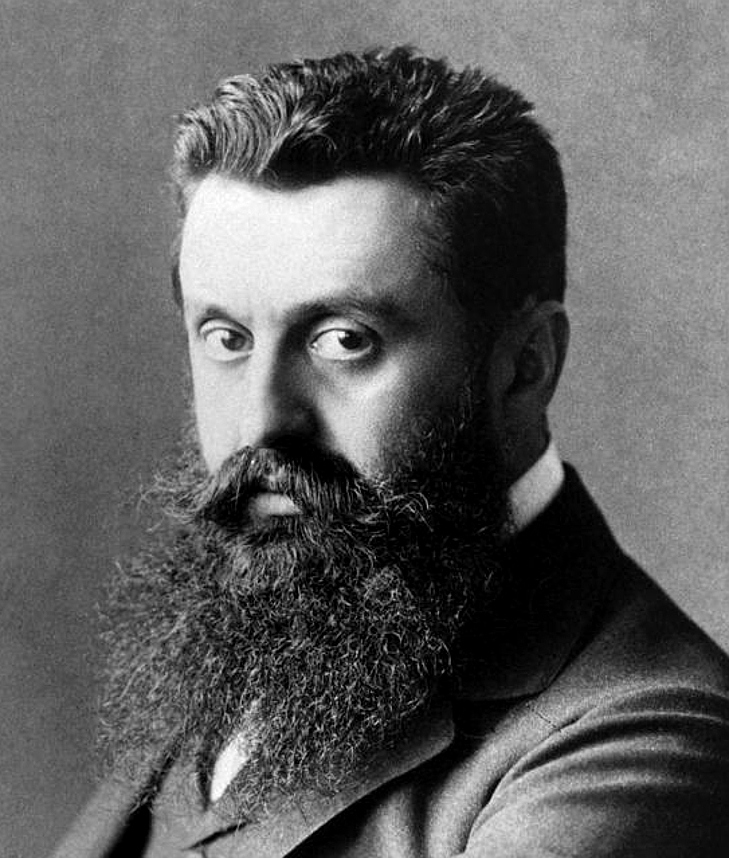
Theodor Herzl (vor 1900)

Theodor Herzl (ung.: Herzl Tivadar; * 2. Mai 1860 in Pest, Königreich Ungarn; gestorben am 3. Juli 1904 in Edlach an der Rax, Niederösterreich) war ein dem Judentum zugehöriger österreichisch-ungarischer Schriftsteller, Publizist und Journalist. 1896 veröffentlichte er das Buch Der Judenstaat, das er unter dem Eindruck der Dreyfus-Affäre geschrieben hatte. Herzl war der Überzeugung, dass Juden eine Nation bilden (s. Nationenbildung) und dass aufgrund von Antisemitismus, gesetzlicher Diskriminierung und gescheiterter Aufnahme von Juden in die Gesellschaft ein jüdischer Staat gegründet werden müsse. Er wurde zu dessen Vordenker, organisierte eine Massenbewegung und bereitete so der Gründung Israels gedanklich den Weg. Er gilt als Hauptbegründer des politischen Zionismus.

## Name
Herzls ungarischer Name war Herzl Tivadar, seine hebräischen Vornamen Binyamin Zeʾev. Mit Benjamin unterschrieb er auch eine sehr große Zahl von Briefen, falls er nicht mit Herzl oder Theodor Herzl zeichnete. In hebräischen Zeitungen, z. B. in Elieser ben Jehudas Haschqapha, wurde statt des ursprünglich griechischen Namens Theodor das gleichbedeutende hebräische Mattitjahu verwendet. Herzls Pseudonym in der von ihm 1897 gegründeten zionistischen Wochenzeitung Die Welt war Benjamin Seff.

## Leben

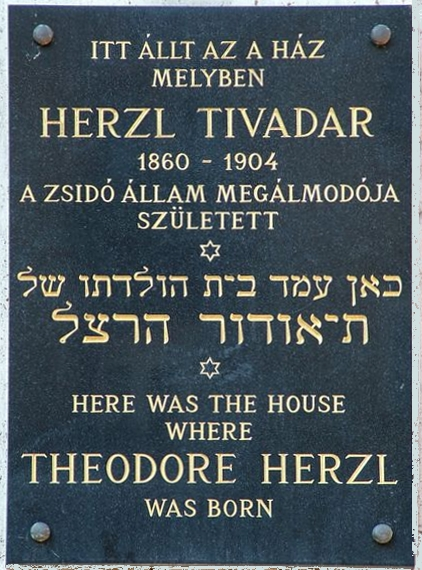
Gedenktafel an der Stätte des Geburtshauses bei der Großen Synagoge

### Jugend in Pest (Ungarn)
Theodor Herzl begleitete als Kind in Budapest seinen Vater zu Gottesdiensten in der Großen Synagoge in der Tabakgasse, in deren unmittelbarer Nähe die Wohnung der Eltern lag. Unter Herzls Vorfahren finden sich sowohl christliche Konvertiten als auch Anhänger des frühen Zionismus. Zwei Brüder seines Großvaters väterlicherseits konvertierten als Erwachsene zum serbisch-orthodoxen Glauben. Dabei ließen sie sich von Mosche Herzl zu Lafero Spasoević bzw. von Herschel Herzl zu Costa Petrović umbenennen, weshalb ihre Namen in der Familie Herzl nicht erwähnt werden durften. Samuel Biliz (1796–1885) hingegen, Bruder von Herzls Großmutter väterlicherseits, war ein früher Anhänger der zionistischen Idee. Er führte 1862 Verhandlungen mit Chaim Lorje, einem führenden Vertreter der Chowewe Zion. Biliz amtierte als österreichischer Konsul in verschiedenen balkanischen Städten und lebte jahrelang in Philippopolis, bevor er in vorgerücktem Alter nach Jerusalem auswanderte.
Herzls Erziehung durch seine Mutter Jeanette (auch Johanna Nannette) Herzl (geb. Diamant; 28. Juli 1836 in Pest – 20. Februar 1911 in Wien) orientierte sich hingegen vornehmlich an österreichischer Kultur und deutscher Sprache, wie es für die meisten assimilierten Juden in Österreich-Ungarn selbstverständlich war. Sein Vater Jakob (14. April 1835 in Semlin – 9. Juni 1902 in Wien), Direktor der Hungariabank und später Holzhändler, unterstützte bis zu seinem Tod seinen Sohn moralisch und finanziell. Unter anderem finanzierte er die jiddische Ausgabe der zionistischen Zeitschrift Die Welt. Schon als Kind zeigte Theodor schriftstellerische Fähigkeiten, ein Interesse an Technologie und einen Drang, bedeutende Leistungen zu vollbringen. Als Zehnjähriger beschloss er, der Erbauer des Panamakanals zu werden, und als 14-Jähriger gründete er die Schülerzeitung Wir.
Theodor erhielt bereits (ebenso wie seine ältere Schwester) ein Jahr vor seiner Einschulung im Alter von fünf Jahren Privatunterricht durch Alfred Iricz. Dieser berichtete später, dass Theodor und seine Schwester in nur zwei Wochen Lesen und Schreiben erlernten. Speziell Theodor nahm neue Dinge sehr schnell und ohne große Mühe auf. Ab Herbst 1866 besuchte Theodor die jüdische Grundschule Pesti Izraelita Föelemi Iskola. Nach vierjährigem Schulbesuch wechselte er 1870 an die städtische Realschule und 1875 an das klassische evangelische Gymnasium, das er 1878 mit der Matura abschloss. Seine Familie wollte sein Band zum Judentum stärken. Sie entschied sich aber gegen eine traditionelle Bar Mitzwa. So wurde er am 3. Mai 1873 zu Hause „konfirmiert“. Dabei handelte es sich um eine im Reformjudentum in Deutschland verbreitete Zeremonie, die man der christlichen Konfirmation nachgebildet hatte.

### Studium und frühes Wirken in Wien und Paris

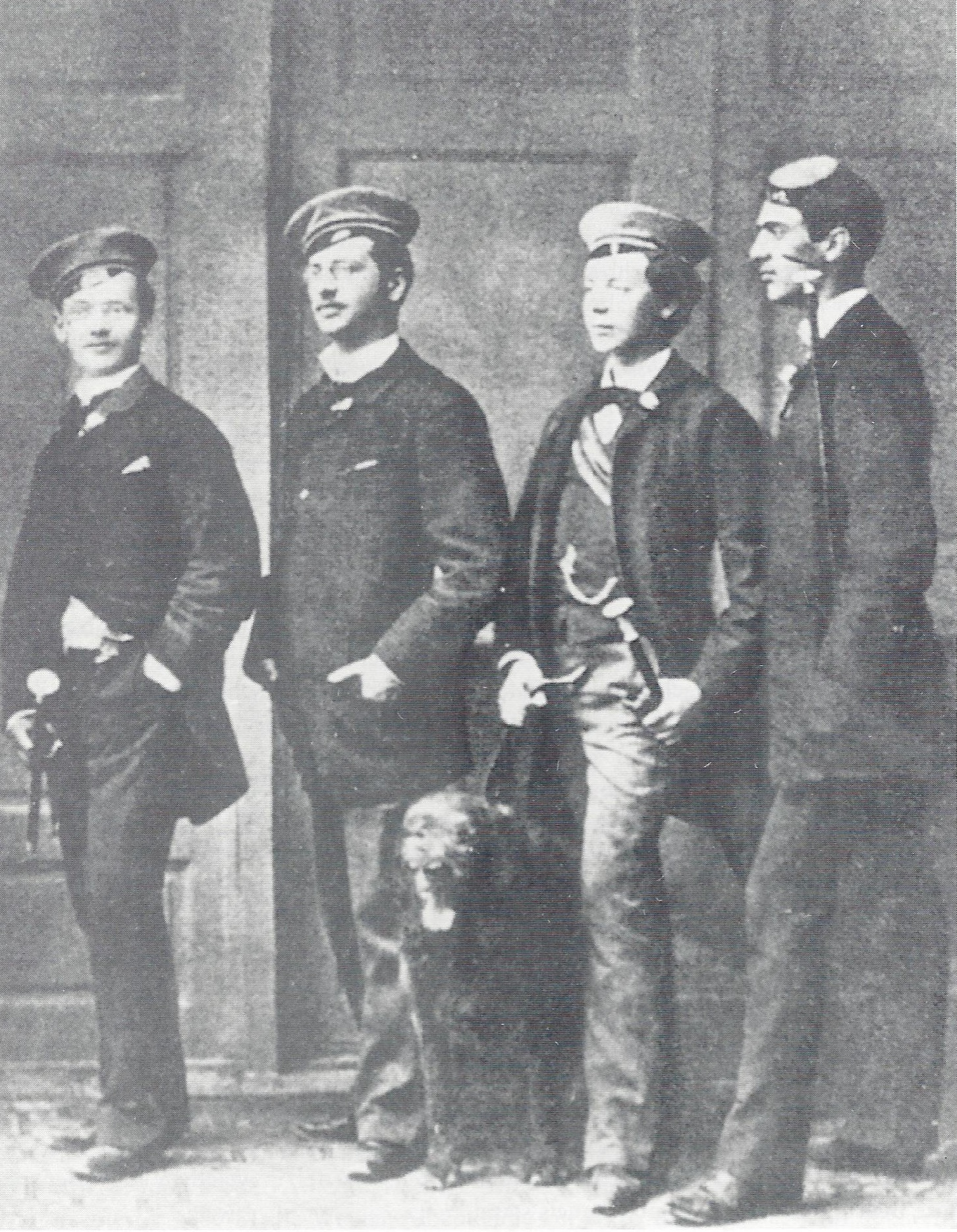
Herzl (rechts) mit drei Bundesbrüdern (1881)

Im Jahr 1878 zog die Familie nach Wien, wo Herzl an der Universität Wien Rechtswissenschaft studierte. Er wurde zunächst Mitglied der Akademischen Lesehalle, einem studentischen Bildungsverein, der liberales Gedankengut pflegte. Hier organisierte er Diskussionen und literarische Abende. 1881 wurde er Mitglied der Wiener akademischen Burschenschaft Albia. 1882 las Herzl das antisemitische Pamphlet Die Judenfrage als Racen-, Sitten- und Culturfrage – Mit einer weltgeschichtlichen Antwort von Eugen Dühring. Herzl notierte seine Ansichten und Gegenargumente zu Dührings antisemitischen Vorwürfen in ein Notizbuch und begann, sich zu diesem Zeitpunkt mit dem Thema Antisemitismus sowie Wegen zu dessen Überwindung zu beschäftigen. Er sah in Dührings Schrift unter anderem den „vergifteten Stift der persönlichen Rachsucht“ am Werk. Mit der Zunahme antisemitischen Gedankenguts in den Burschenschaften legte er im März 1883 sein Band nieder und trat somit aus der Burschenschaft aus. Seine einzige Mensur sekundierte Franz Staerk. Herzl wurde am 16. Mai 1884 zum Dr. iur. promoviert. Von August 1884 bis Juni 1885 absolvierte er die Gerichtspraxis in Wien und Salzburg.
Am 25. Juni 1889 heiratete er in Reichenau an der Rax Julie Naschauer (1. Februar 1868 in Budapest – 1907), die Tochter eines vermögenden jüdischen Geschäftsmannes in Wien. Die beiden hatten drei Kinder: Pauline (1890–1930), Hans (1891–1930) und Margarete (1893–1943), die in das Ghetto Theresienstadt deportiert wurde und ebenda starb. Hans Herzl arbeitete als Erwachsener in Wien bei der Union Bank. Er kam durch Arbeitskollegen in Kontakt mit Baptisten und ließ sich bei diesen im Juli 1924 taufen. Noch im selben Jahr übersiedelte er nach London.

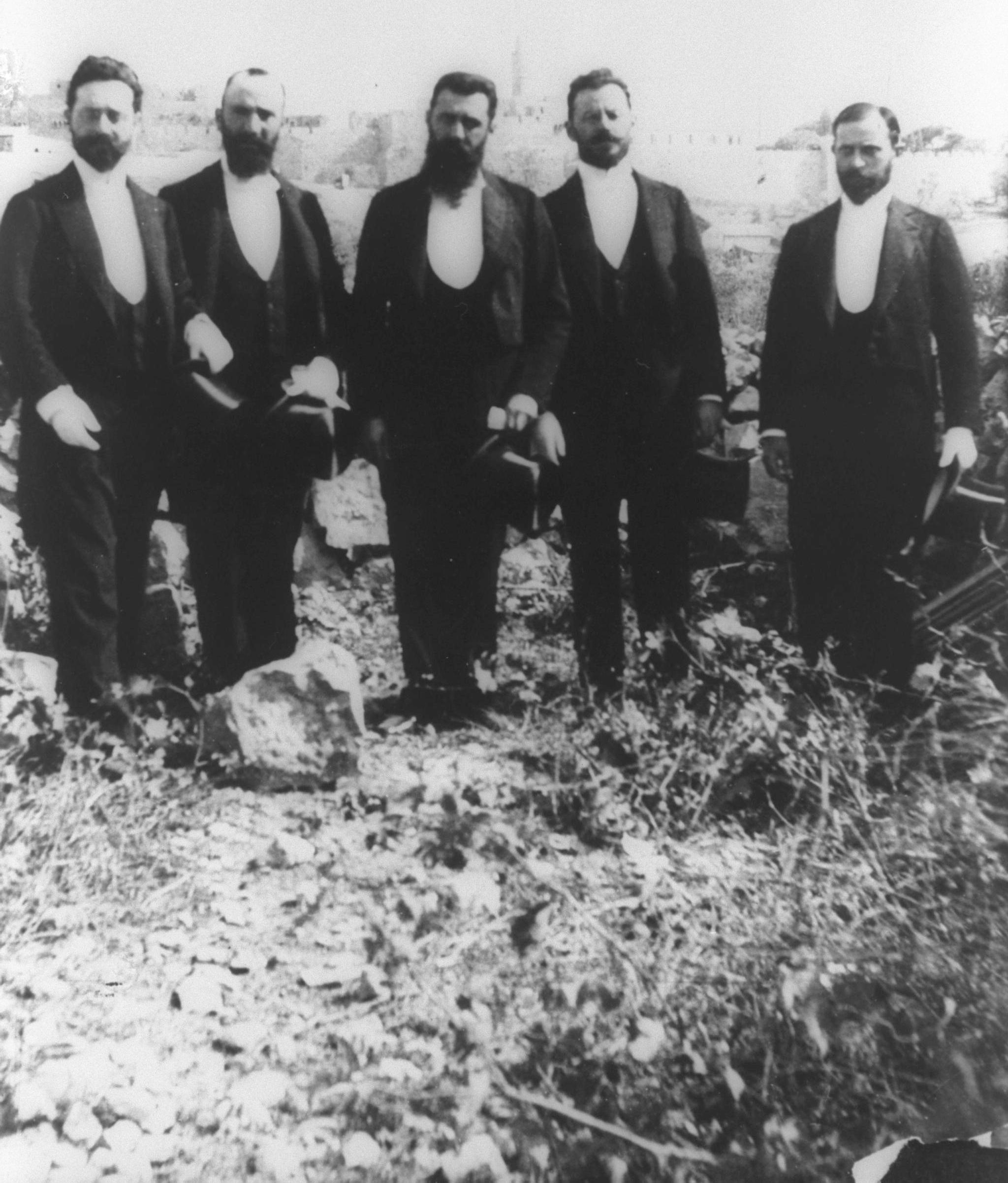
Theodor Herzl (Mitte). Abgebildet ist die Delegation der Zionisten unter Führung Herzls, die am 2. November 1898 nach Palästina gekommen war, um mit Wilhelm II. zusammenzutreffen. Von links nach rechts: Max I. Bodenheimer, David Wolffsohn, Herzl, Moses Schnirer, Joseph Seidener

1888 wurde Herzls Lustspiel Seine Hoheit am Wallner-Theater Berlin und in Prag gegeben. 1890 wurde seine von Adolf Müller junior vertonte Wiener Operette Des Teufels Weib uraufgeführt, inmitten der von Adam Müller-Guttenbrunn angeleiteten Polarisierung des Wiener Theaterlebens.
Der junge Herzl war von den zeitüblichen Stereotypen über das Judentum geprägt und betrachtete Juden als minderwertige, unmännliche, unablässig mit Gelderwerb beschäftigte Menschen ohne Idealismus. Aber er identifizierte sich auch mit der Geschichte der Juden als Opfer und bewunderte die jüdische Standfestigkeit angesichts von Verfolgung.
Theodor Herzl, der allgemein als der Begründer des Zionismus gilt, war ursprünglich deutschnationaler Burschenschafter. Erst als er wegen des Waidhofener Beschlusses aus seiner Verbindung verstoßen wurde, begann er, sich für die jüdische Nation einzusetzen und vehement die Gründung eines jüdischen Staates in Israel zu fordern.
Von Oktober 1891 bis Juli 1895 war Herzl Korrespondent der Wiener Tageszeitung Neue Freie Presse in Paris, wo die politischen und sozialen Probleme sowie der parlamentarische Betrieb sein Interesse erregten. Eine Sammlung von Zeitungsartikeln zu diesem Thema erschien 1895 unter dem Titel Das Palais Bourbon (dort ist der Sitz der französischen Nationalversammlung). Nach seinen Erfahrungen in Paris sah Herzl die „Judenfrage“ zunächst als soziale Frage, die durch organisierten Massenübertritt jüdischer Jugendlicher zum christlichen Glauben zu lösen sei. Um 1892/1893 schrieb er an Moritz Benedikt, er habe keine Hemmungen, pro forma zum Christentum zu konvertieren. Er könne so beruflich schneller vorankommen und seinen Kindern Diskriminierungen ersparen. Im Jahr 1893 entwickelte er einen Plan für eine Massenkonversion österreichischer Juden zum Katholizismus. Robert Wistrich schrieb zu diesen Plänen Herzls, dass sie deutlich machten, dass „sein eigener Assimilationskurs keineswegs nur oberflächlich war“.
Später änderte Herzl seine Ansichten bezüglich einer Konversion zum Christentum. Mit seinem Drama Das Ghetto (später umbenannt zu Das neue Ghetto), das er im Herbst 1894 verfasste, hoffte Herzl, zu gegenseitiger Toleranz von Christen und Juden beizutragen und eine öffentliche Diskussion über die jüdische Frage anzuregen, die bisher nur in privaten Gesprächen behandelt worden war. In seinem Theaterstück stellt sich Herzl gegen Assimilation und Konversion als mögliche Lösungen des Problems. Er berichtete zur selben Zeit über die Dreyfus-Affäre und war auch bei der öffentlichen Degradierung von Dreyfus am 5. Januar 1895 zugegen.
Herzl war Ehrenmitglied der Wiener zionistischen Studentenverbindungen Kadimah, Ivria und Unitas.

### Erste zionistische Aktivitäten
Als erster praktischer Versuch zur Verwirklichung seiner zionistischen Ideen traf sich Herzl im Mai 1895 mit Baron Maurice de Hirsch, dem damals führenden jüdischen Philanthropen. Herzl erhielt von Hirsch jedoch nicht einmal Gelegenheit, seine Pläne im Einzelnen auszuführen; dieses Treffen endete völlig erfolglos. Indessen verwendete Herzl seinen gedanklichen Entwurf zur Niederschrift von Der Judenstaat, die er am 17. Juni 1895 beendete und im Jahr darauf veröffentlichte. Ein weiteres Gespräch Herzls über die im Judenstaat ausgedrückten Gedanken mit seinem Freund Emil Schiff, einem aufgeklärten jüdischen Arzt und Journalisten, endete gleichfalls erfolglos und stürzte Herzl in eine tiefe Krise. Herzl hatte geplant, mit Hilfe von Moritz Güdemann, dem Wiener Oberrabbiner, eine Unterredung bei Albert Rothschild, dem führenden Vertreter des Wiener Zweigs der Rothschild-Familie, zu erreichen. Schiff war jedoch der Meinung, der Rabbiner würde Herzl für geistesgestört halten und dies unverzüglich seinen Eltern berichten, was diese in tiefen Kummer stürzen würde. Am 18. Juni 1895, einen Tag nach Abschluss des Judenstaats, schrieb Herzl an Baron de Hirsch:

„Hochgeehrter Herr!
Mein letzter Brief erfordert einen Abschluss. Da haben Sie ihn: Ich habe die Sache aufgegeben…
Den Juden ist vorläufig noch nicht zu helfen. Wenn Einer ihnen das gelobte Land zeigte, würden sie ihn verhöhnen. Denn sie sind verkommen.
Dennoch weiss ich, wo es liegt: in uns. In unserem Kapital, in unserer Arbeit und in der eigenthümlichen Verbindung Beider, die ich ersonnen habe. Aber wir müssen noch tiefer herunterkommen, noch mehr beschimpft, angespuckt, verhöhnt, geprügelt, geplündert und erschlagen werden, bis wir für diese Idee reif sind.“

Der einzige, der Herzl zu dieser Zeit vorbehaltlos unterstützte, war Max Nordau. Abgelehnt wurden Herzls Ideen nicht nur von orthodoxen Juden, für die der Zionismus sich im Widerspruch zu den messianischen Verheißungen im Judentum befand, sondern auch von den meisten assimilierten Juden in Westeuropa (so schrieb beispielsweise Anton Bettelheim in den Münchner Allgemeinen Nachrichten vom „Faschingstraum eines durch den Judenrausch verkaterten Feuilletonisten“).
Im Judenstaat geht es im Kern um die These, dass die Gründung eines jüdischen Staates notwendig und durchführbar sei. Die Schrift steht unter dem Motto: „Wir sind ein Volk, Ein Volk“, das im Weiteren ausgeführt wird: „Die Judenfrage ist eine nationale Frage, um sie zu lösen, müssen wir sie vor allem zu einer Weltfrage machen, die im Rate der Kulturvölker zu lösen sein wird.“ Anschließend arbeitete Herzl als Feuilletonist der Neuen Freien Presse in Wien – als Nachfolger Daniel Spitzers – und publizierte auch in der deutschsprachigen Tageszeitung Pester Lloyd aus Budapest. 1901 begegnete Herzl als Redakteur der Neuen Freien Presse in Wien dem damals neunzehnjährigen noch recht unbekannten Autor Stefan Zweig, dessen Karriere er förderte.

### Zionistische Organisation und Kongress in Basel

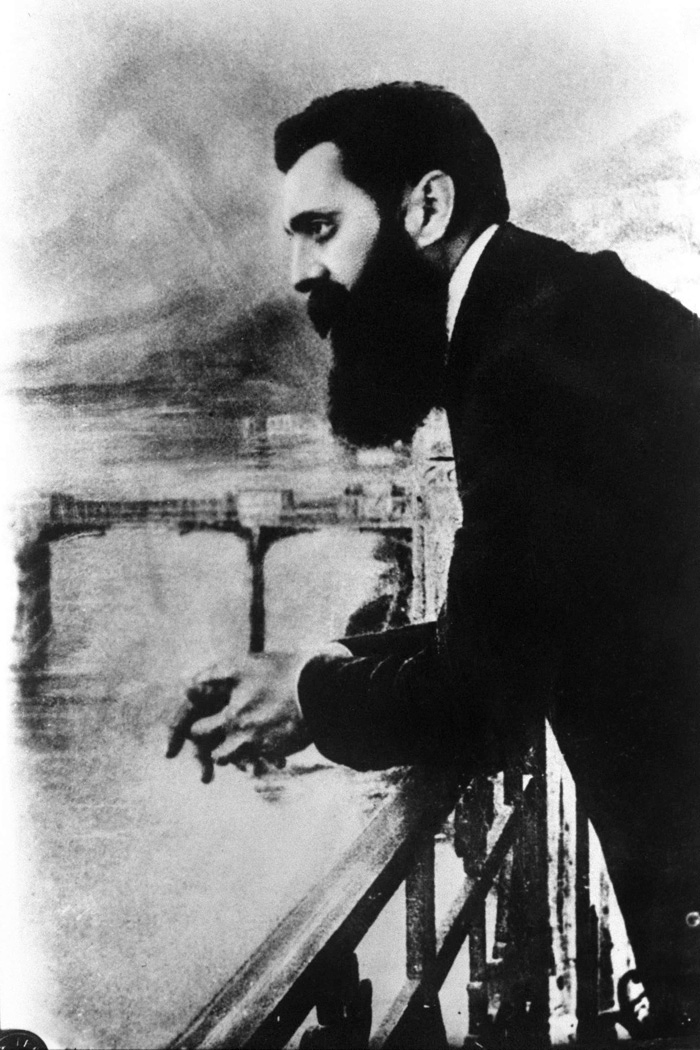
Theodor Herzl, 1901 auf dem Balkon des Hotels „Drei Könige“ in Basel; Aufnahme von Ephraim Moses Lilien

Theodor Herzl organisierte mit Oskar Marmorek, Max Nordau und David Farbstein den ersten Zionistischen Weltkongress (29. bis 31. August 1897) in Basel, Schweiz und wurde zum Präsidenten der Zionistischen Weltorganisation gewählt. Das dort verabschiedete Basler Programm bildete die Grundlage für zahlreiche Verhandlungen (u. a. mit Kaiser Wilhelm II. während seiner Palästinareise vor dem Jaffator in Jerusalem und dem türkischen Sultan Abdülhamid II.) mit dem Ziel, eine „Heimstätte des jüdischen Volkes“ in Palästina zu schaffen. Obwohl seinerzeit ohne greifbaren Erfolg, schuf Herzls Tätigkeit wesentliche Voraussetzungen für die Gründung des Staates Israel im Jahr 1948. Ebenfalls im Jahre 1897 veröffentlichte Herzl das Theaterstück Das neue Ghetto und gründete in Wien Die Welt als monatlich erscheinende Informationsschrift der zionistischen Bewegung, die mit Unterbrechungen bis 1938 unter Neue Welt erschien und ab 1948 kontinuierlich in Wien unter Illustrierte Neue Welt erscheint.
1899 gründete Herzl in London den Jewish Colonial Trust, dessen Aufgabe die Beschaffung und Bereitstellung von Geld zum Ankauf von Land in Palästina war, damals noch Teil des Osmanischen Reiches. Am 27. Februar 1902 wurde von Herzl und Zalman David Levontin als Zweigunternehmen die Anglo-Palestine Company (APC) gegründet, aus der später die Bank Leumi hervorging. Beiden Organisationen gehörte Herzls Freund und Gefolgsmann Jacob Moser an, der zu den wichtigsten finanziellen Unterstützern des frühen Zionismus zählte. Von Seiten Großbritanniens (genauer: vom britischen Kolonialminister Joseph Chamberlain) wurde Herzl, als dem Vertreter der Zionistischen Weltorganisation, ein Gebiet in Ostafrika angeboten. Das Uganda-Programm scheiterte aber zum einen daran, dass die meisten Zionisten nur Palästina als mögliches jüdisches Siedlungsgebiet ansahen; zum anderen war das Gebiet unzureichend geeignet.
1900 publizierte Herzl die Philosophischen Erzählungen. In seinem utopischen Roman Altneuland (1902) entwarf er sein idealistisches Bild eines künftigen Judenstaates unter dem Motto Wenn ihr wollt, ist es kein Märchen. Er formulierte darin einen Entwurf für eine politische und gesellschaftliche Ordnung eines jüdischen Staates in Palästina und vertrat auch die Auffassung, die in Palästina lebenden Araber würden die neuen jüdischen Siedler freudig begrüßen. In der hebräischen Übersetzung von Nachum Sokolow hieß der Roman Tel Aviv, wobei „Tel“ (antiker Siedlungshügel) darin für „alt“ steht und „Aviv“ (Frühling) für „neu“. Die Benennung der Stadt Tel Aviv wurde von Herzls Roman inspiriert.
Drei Tage vor der Palästinareise Kaiser Wilhelms II. schrieb Herzl in sein Tagebuch:

„Unter dem Protektorat dieses starken, großen, sittlichen, prachtvoll verwalteten, stramm organisierten Deutschland zu stehen, kann nur die heilsamsten Wirkungen für den jüdischen Volkscharakter haben. Mit einem Schlag kämen wir zu vollkommen geordneten inneren und äußeren Rechtszuständen.“

### Tod

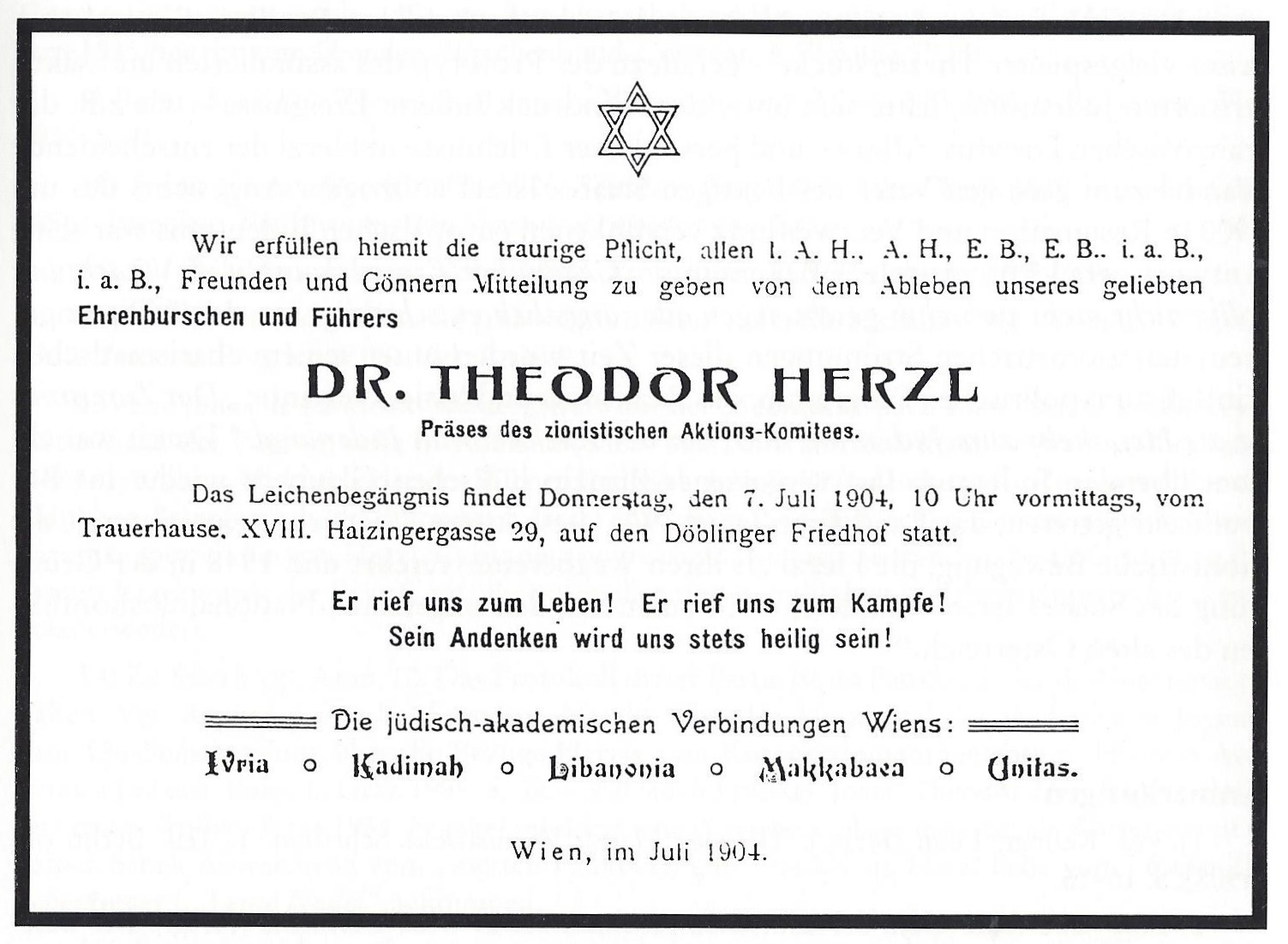
Todesanzeige der jüdisch-akademischen Studentenverbindungen Wiens

Am 26. Januar 1904 traf Herzl in Rom Papst Pius X., um für sein Vorhaben der Gründung eines jüdischen Staates in Palästina um seine Unterstützung zu bitten. Pius X. lehnte diese Bitte ab. Er könne es nicht verhindern, dass die Juden nach Palästina ziehen, könne es aber nie sanktionieren. Jerusalem sei durch Jesus Christus geheiligt. Da die Juden den christlichen Gott und Jesus Christus nicht anerkannt hätten, könne er als Oberhaupt der Kirche auch die Juden nicht anerkennen.
Im April 1904 diagnostizierten Ärzte bei Herzl ein Herzleiden. Stark geschwächt, fuhr er zu einer Kur nach Franzensbad. Herzl ließ sich nicht von seiner Arbeit abbringen, und sein Gesundheitszustand besserte sich nicht. Anfang Juni reiste er nach Edlach, einem Ortsteil von Reichenau an der Rax, wo es ihm kurzzeitig besser ging. Anfang Juli bekam er eine Lungenentzündung. Als Herzl im Sterben lag, wurde seinem Förderer William Hechler ein privilegierter Zugang zu Herzl gewährt. Hechler, anglikanischer Kaplan der britischen Botschaft in Wien, übermittelte Herzls Abschiedsworte der zionistischen Bewegung: „Grüßen Sie Alle von mir, und sagen Sie Ihnen, ich habe mein Herz-Blut für mein Volk gegeben.“ Gegenüber seinem behandelnden Arzt sagte Herzl: „Es sind prächtige, gute Leute, meine Volksgenossen! Sie werden sehen, sie ziehen in ihre Heimat ein!“ Theodor Herzl starb am späten Nachmittag des 3. Juli 1904 in der von seinem behandelnden Arzt Albert Konried (1867–1918) gegründeten Wasserheilanstalt Edlach; er wurde auf dem Döblinger Friedhof an der Seite seines Vaters begraben. David Wolffsohn, Herzls Nachfolger als Präsident der Zionistischen Weltorganisation, hielt eine kurze Grabrede. Mitglieder der Wiener jüdischen Studentenverbindungen Kadimah, Ivria und Makkabaea hielten die Ehrenwache.

### Nachkommen
Herzls Witwe Julie Herzl starb – ebenfalls jung – 1907 in einer psychiatrischen Klinik in Wien. Die Ehe war trotz dreier Kinder nicht glücklich gewesen; in seinem Testament verfügte Herzl ausdrücklich, dass sein Sohn Hans, für den er offenbar eine große Karriere plante, nicht im Einflussbereich seiner Mutter verbleiben solle. Das älteste Kind, Pauline (1890–1930) verstarb nach mehreren Aufenthalten in psychiatrischen Kliniken in Bordeaux an einer Überdosis Morphium, die sie möglicherweise in Selbstmordabsicht eingenommen hatte. Hans (1891–1930) nahm sich kurz vor ihrer Beisetzung ebenfalls in Bordeaux selbst das Leben, nachdem er den Wunsch geäußert hatte, mit ihr in einem gemeinsamen Sarg bestattet zu werden. Margarete (genannt „Trude“, 1893–1943) litt seit früher Kindheit an manischer Depression und verbrachte nach der Geburt ihres Sohnes mehrere Aufenthalte in psychiatrischen Kliniken; im Jahr 1942 wurde sie gemeinsam mit ihrem Ehemann, der viel älter als sie war und zum damaligen Zeitpunkt in einem jüdischen Altersheim lebte, nach Theresienstadt deportiert, wo sich die Spur der beiden verliert. Margaretes Sohn, Stefan Theodor Norman Neumann, hatte zwar den Holocaust überlebt, da er von seinen Eltern nach England geschickt worden war, doch nahm er sich 1946 in Washington, D.C. das Leben, nachdem er vom Tod seiner Eltern erfahren hatte.
In seinem Testament hatte Theodor Herzl verfügt, dass er, seine Eltern und vor allem auch seine Kinder ihre letzte Ruhestätte in dem von ihm angestrebten Judenstaat finden sollten, sobald dieses Ziel erreicht sei. Er und seine Eltern wurden daher 1949 nach Israel überführt: Am 14. August 1949 wurden die Särge von Theodor Herzl und seinen Eltern vor ihrer Überführung im Wiener Stadttempel aufgebahrt. Danach wurden sie nach Jerusalem gebracht und auf dem später nach ihm benannten Herzlberg in Westjerusalem beigesetzt. Herzls Wunsch, auf dem Friedhof des Karmel-Berges bei Haifa begraben zu werden (welche Bitte er u. a. am 4. Zionistenkongress, London 1900, ausdrücklich ausgesprochen hatte), wurde dabei jedoch ignoriert.
Im Fall der Kinder bedurfte es einiger Anstrengung, Herzls Wunsch in Erfüllung gehen zu lassen: „Ihr Lebensschicksal passte so gar nicht in das starke, schöne und idealisierte Bild des neuen Juden, das die Zionistische Organisation von Herzl gezeichnet hatte.“ 2006 wurden die sterblichen Überreste seiner beiden Kinder Pauline und Hans von Bordeaux überführt und neben ihrem Vater beerdigt. Herzls einziger Enkelsohn, Stefan Theodor Norman Neumann, wurde 61 Jahre nach seinem Tod im Dezember 2007 auf dem Herzlberg beigesetzt.
Herzls Tochter Margarete hat als Opfer des Holocaust kein Grab.

## Wirkung, Würdigungen
Herzl war der Begründer des politischen Zionismus. Die Bewegung, die er ins Leben rief, wurde zur lebendigsten Kraft in der modernen jüdischen Geschichte. Er gründete ihr Presseorgan Die Welt, den Jewish Colonial Trust als finanzielle Basis und die Institution des Zionistenkongresses als Verkörperung des Parlamentarismus dieser weltumspannenden Bewegung. Seine Vorhersagen wurden Wirklichkeit: 1948 wurde der Staat Israel gegründet.
Herzls Begräbnis am 7. Juli 1904 beschrieb Stefan Zweig:

„Denn plötzlich kamen auf allen Bahnhöfen der Stadt, mit jedem Zug bei Tag und Nacht aus allen Reichen und Ländern Menschen gefahren, westliche, östliche, russische, türkische Juden, aus allen Provinzen und kleinen Städten stürmten sie plötzlich herbei, den Schreck der Nachricht noch im Gesicht; niemals spürte man deutlicher, was früher das Gestreite und Gerede unsichtbar gemacht, daß es der Führer einer großen Bewegung war, der hier zu Grabe getragen wurde. Es war ein endloser Zug. Mit einem mal merkte Wien, daß hier nicht nur ein Schriftsteller oder mittlerer Dichter gestorben war, sondern einer jener Gestalter von Ideen, wie sie in einem Land, in einem Volk nur in ungeheuren Intervallen sich sieghaft erheben. Am Friedhof entstand ein Tumult; zu viele strömten plötzlich zu seinem Sarg, weinend, heulend, schreiend in einer wild explodierenden Verzweiflung, es wurde ein Toben, ein Wüten fast; alle Ordnung war zerbrochen durch eine Art elementarer und ekstatischer Trauer, wie ich sie niemals vordem und nachher bei einem Begräbnis gesehen. Und an diesem ungeheuren, aus der Tiefe eines ganzen Millionenvolkes stoßhaft aufstürmenden Schmerz konnte ich zum erstenmal ermessen, wieviel Leidenschaft und Hoffnung dieser einzelne und einsame Mensch durch die Gewalt seines Gedankens in die Welt geworfen.“

Max Nordau schloss seine Rede nach dem Tode Herzls auf dem 7. Zionistenkongress 1905 in Basel mit den Worten:
Ewig in des Volks Gedächtnis
Lebt dein Werk und lebt dein Bild.
Sieh! wir hüten Dein Vermächtnis
Treu, den stolzen Davidschild.

In der Zionsfahne Falten
Wird dereinst dein Sarg gehüllt.
Was du schworst, wir werden´s halten,
Und dein Sehnen wird erfüllt…
Hugo Zuckermann schrieb eine Herzl gewidmete Rhapsodie, die 1915 in der Wiener Jüdischen Zeitung publiziert wurde.
Die 1924 im heutigen Israel gegründete Stadt Herzlia wurde nach Theodor Herzl benannt.

## Ehrungen
- Ehrengrab auf dem nach ihm benannten Herzlberg in Jerusalem
- Am 23. November 1924 benennt sich die Stadt Herzlia nach Theodor Herzl
- Theodor-Herzl-Museum innerhalb des Herzlberg-Friedhofs
- Theodor-Herzl-Preis (Literaturpreis)
- Theodor Herzl-Dozentur der Universität Wien
- Großes Mosaik mit dem Bildnis Theodor Herzls im U-Bahnhof Rathenauplatz in Nürnberg
- Theodor Herzl (Schiff)

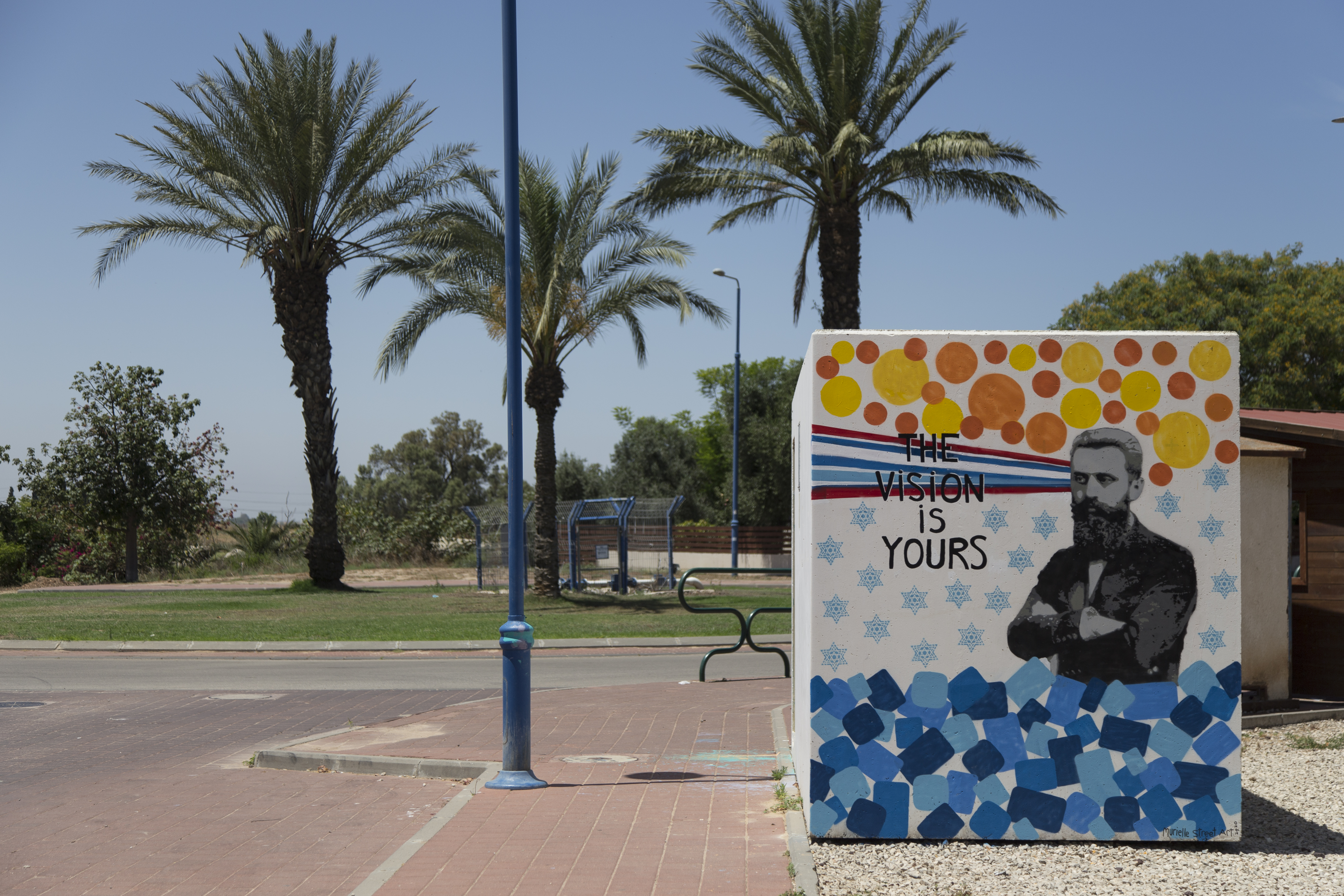
Denkmal in Reichenau an der Rax  - Herzl Wandbild, (Künstlerin: Murielle Street Art), Gea
Herzl Figur am Balkon, Tel Aviv
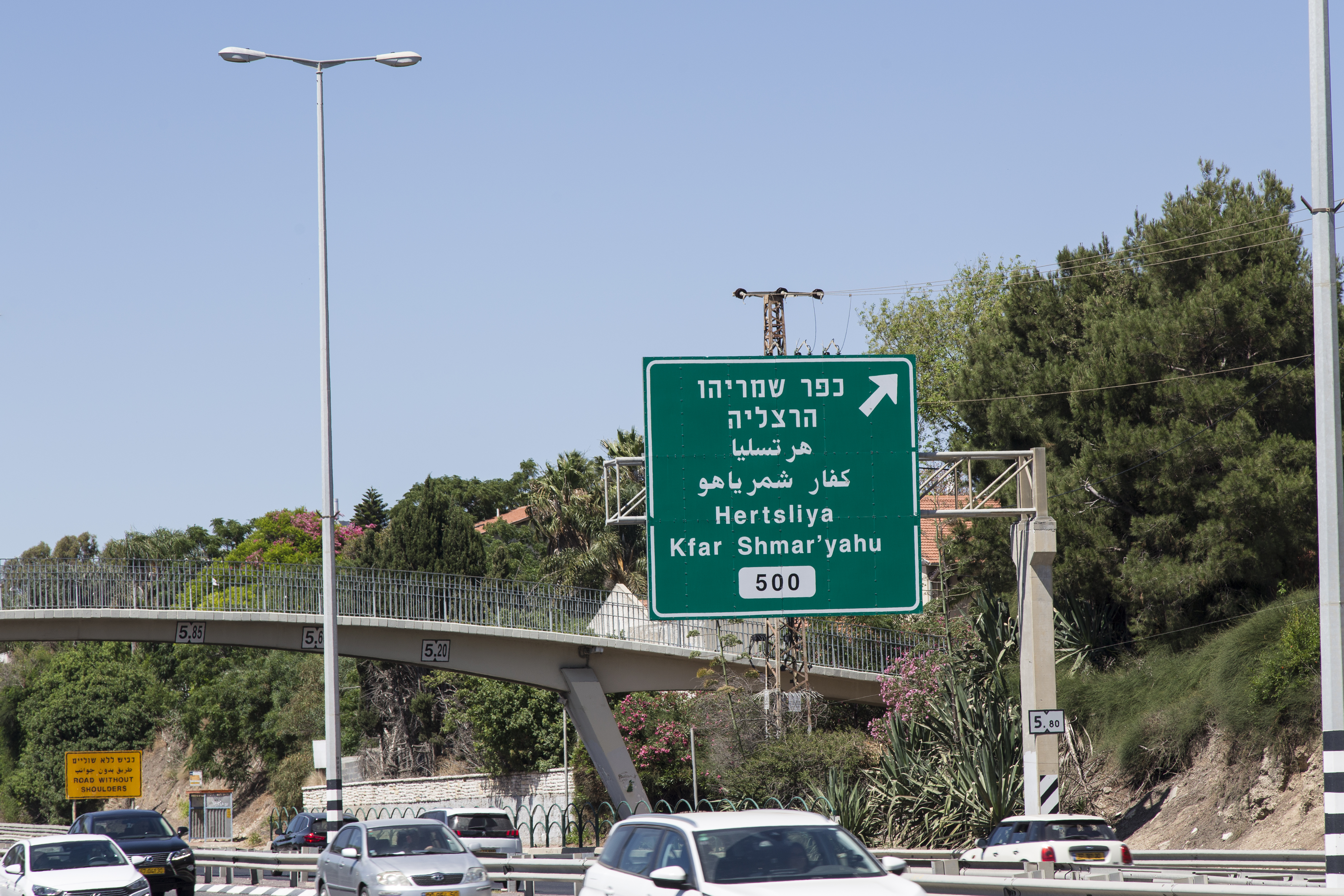
Herzliya Ausfahrtsschild
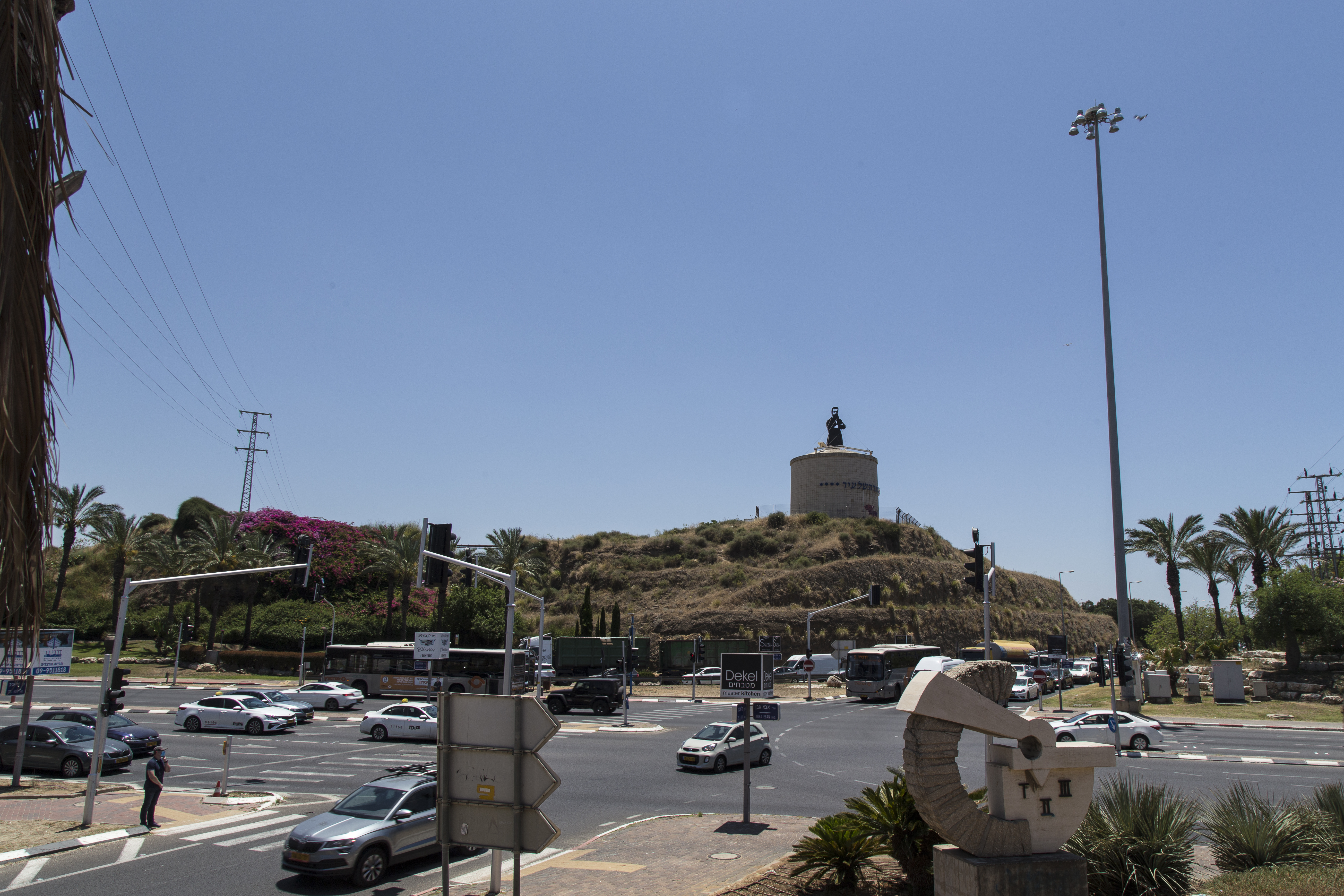
Wasserspeicher, Herzliya
Herzlbüste versteckt bei einer Kunstausstellung, Tel Aviv
Postkarte Herzl mit Stethoskop
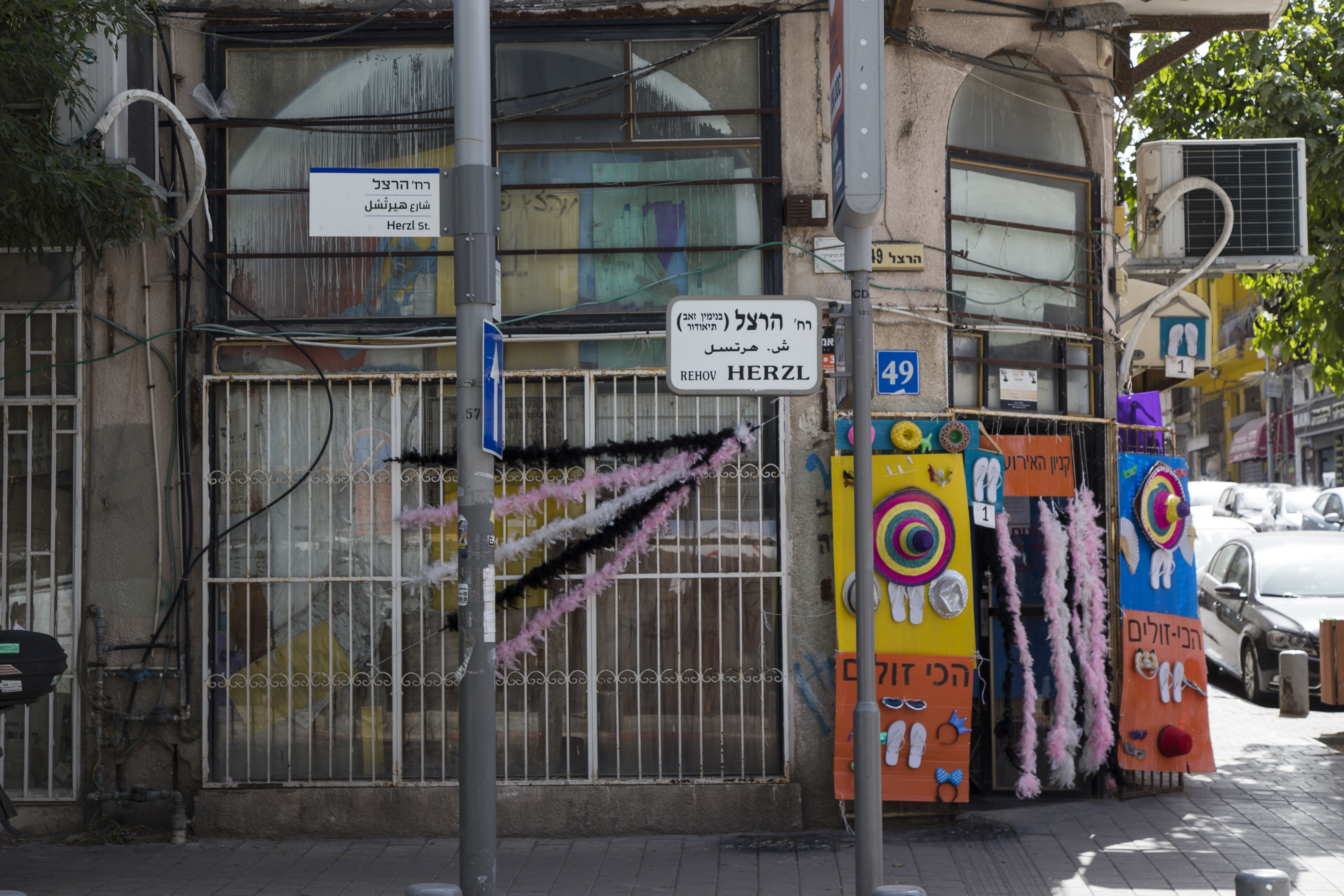
Straßenschild Herzlstrasse, Tel Aviv
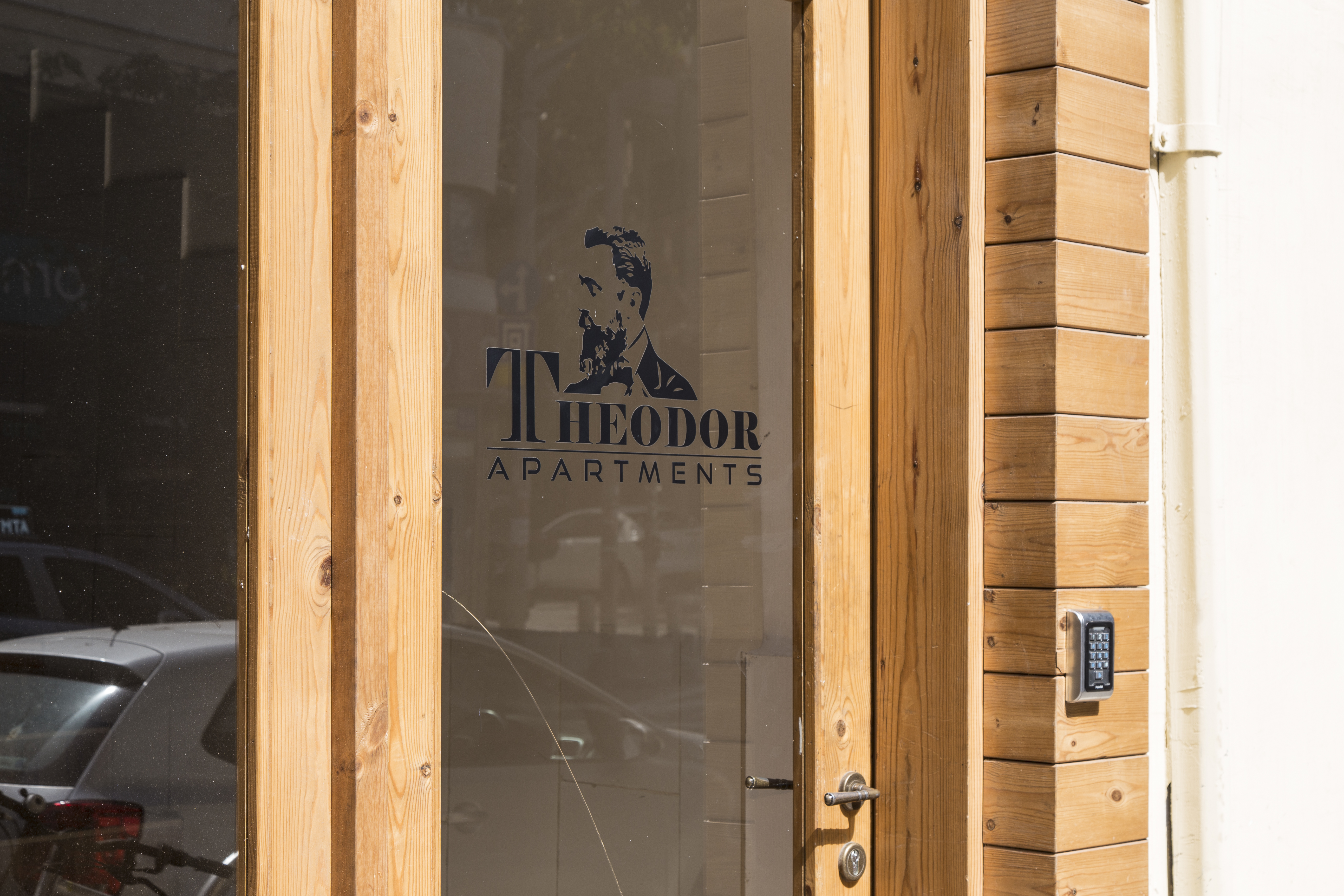
Theodor Apartments, Tel Aviv
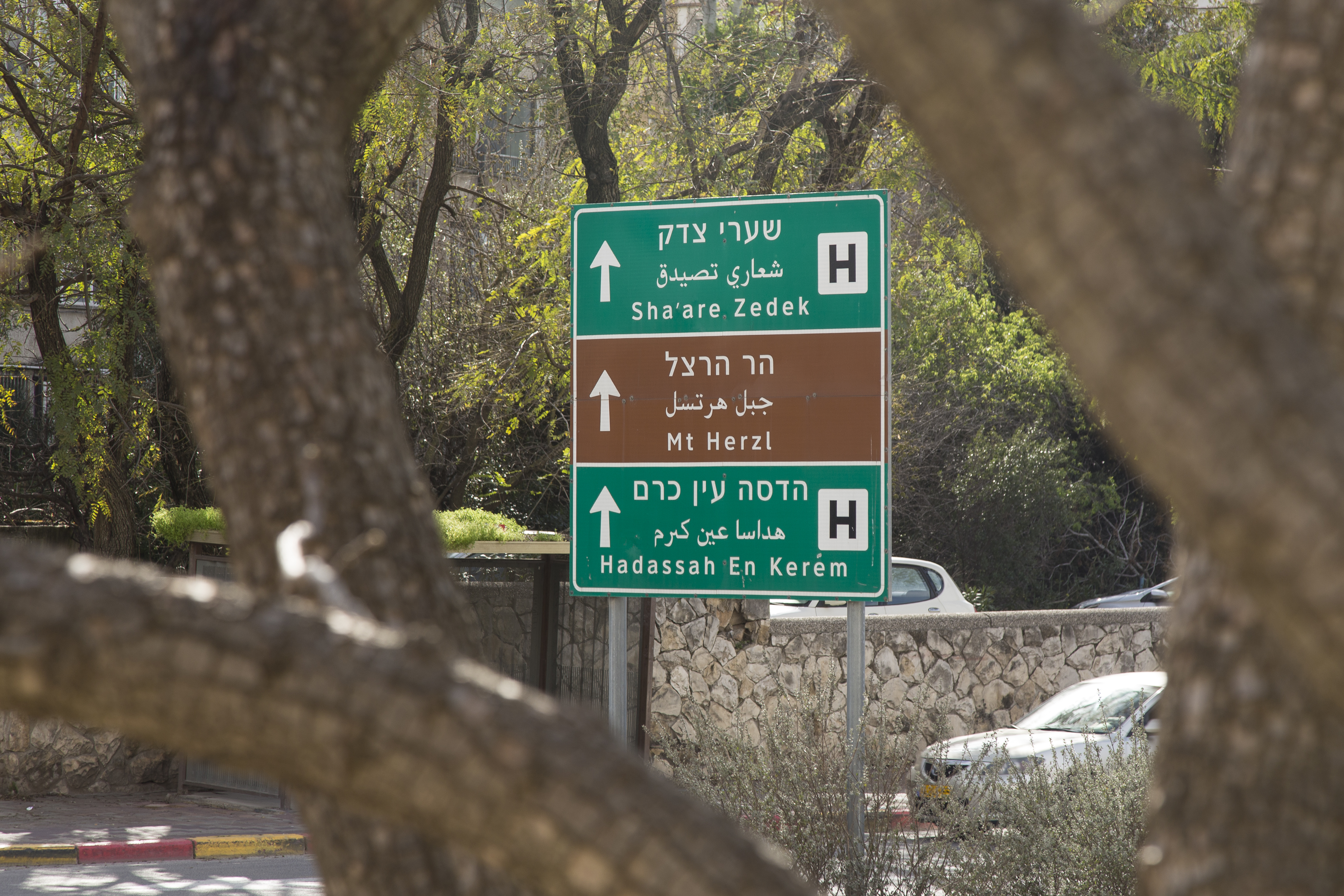
Straßenschild Herzlberg, Jerusalem
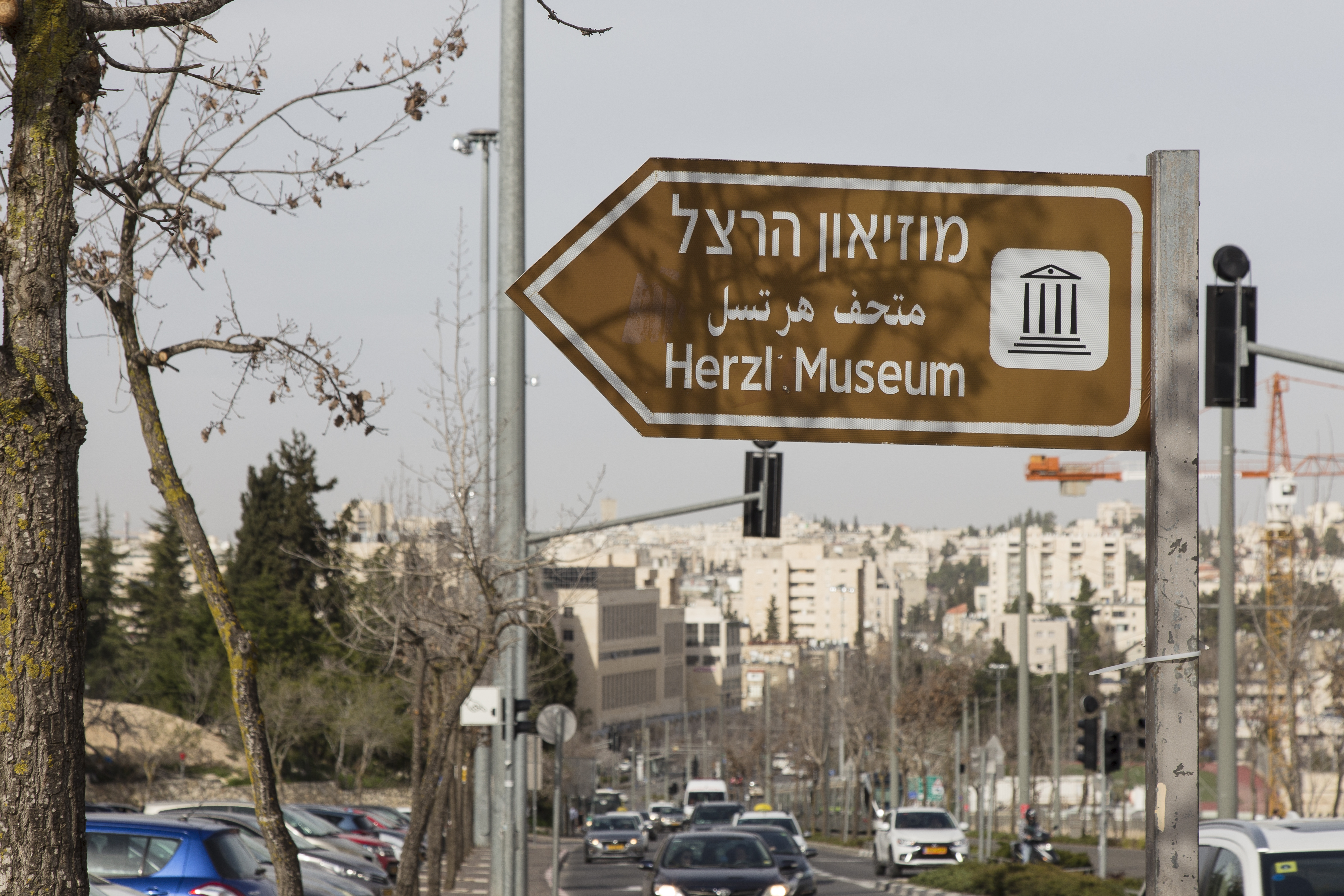
Herzl Museum Schild, Jerusalem
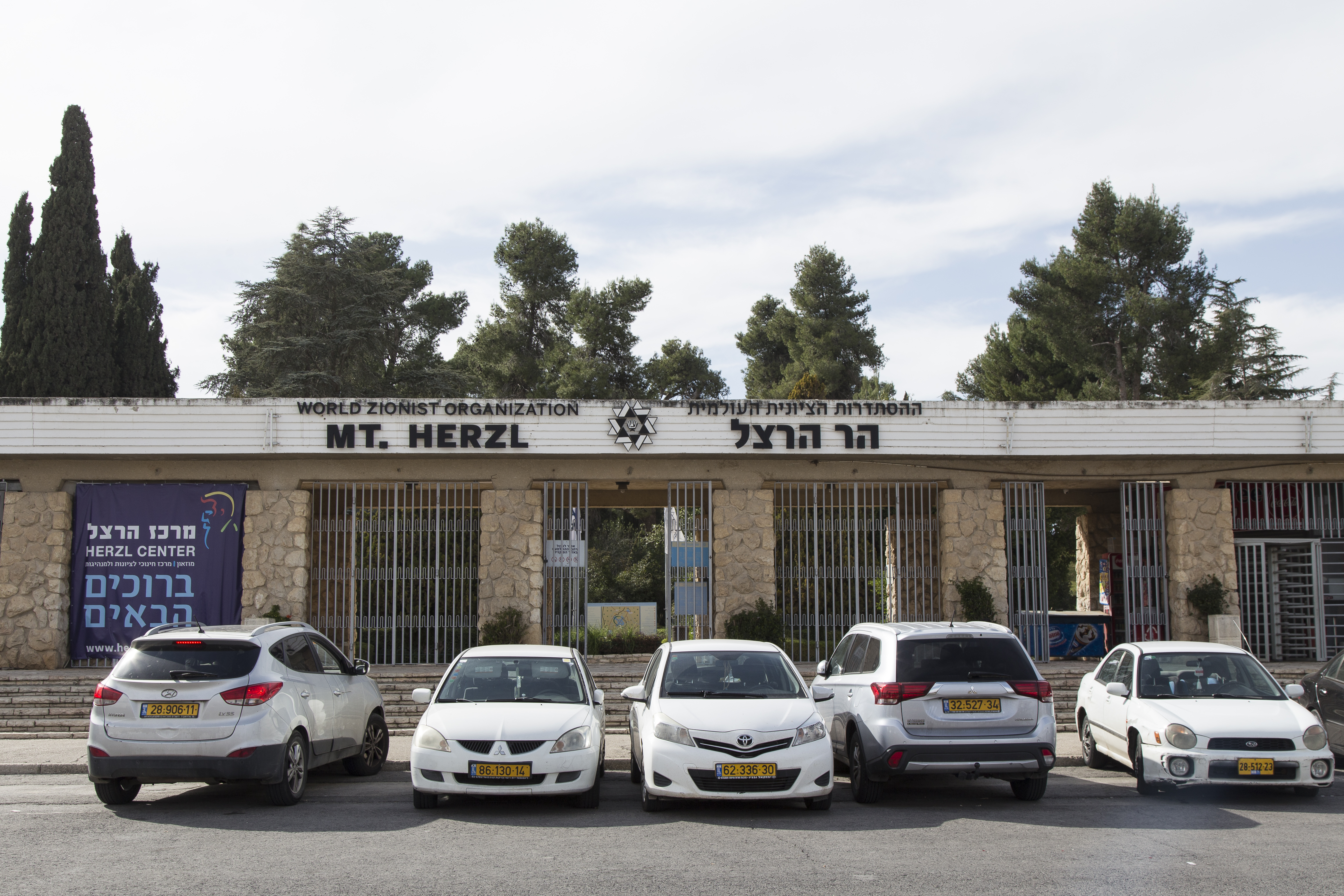
Herzlberg Besucherzentrum, Bild in der Sammlung des Jüdischen Museums der Schweiz
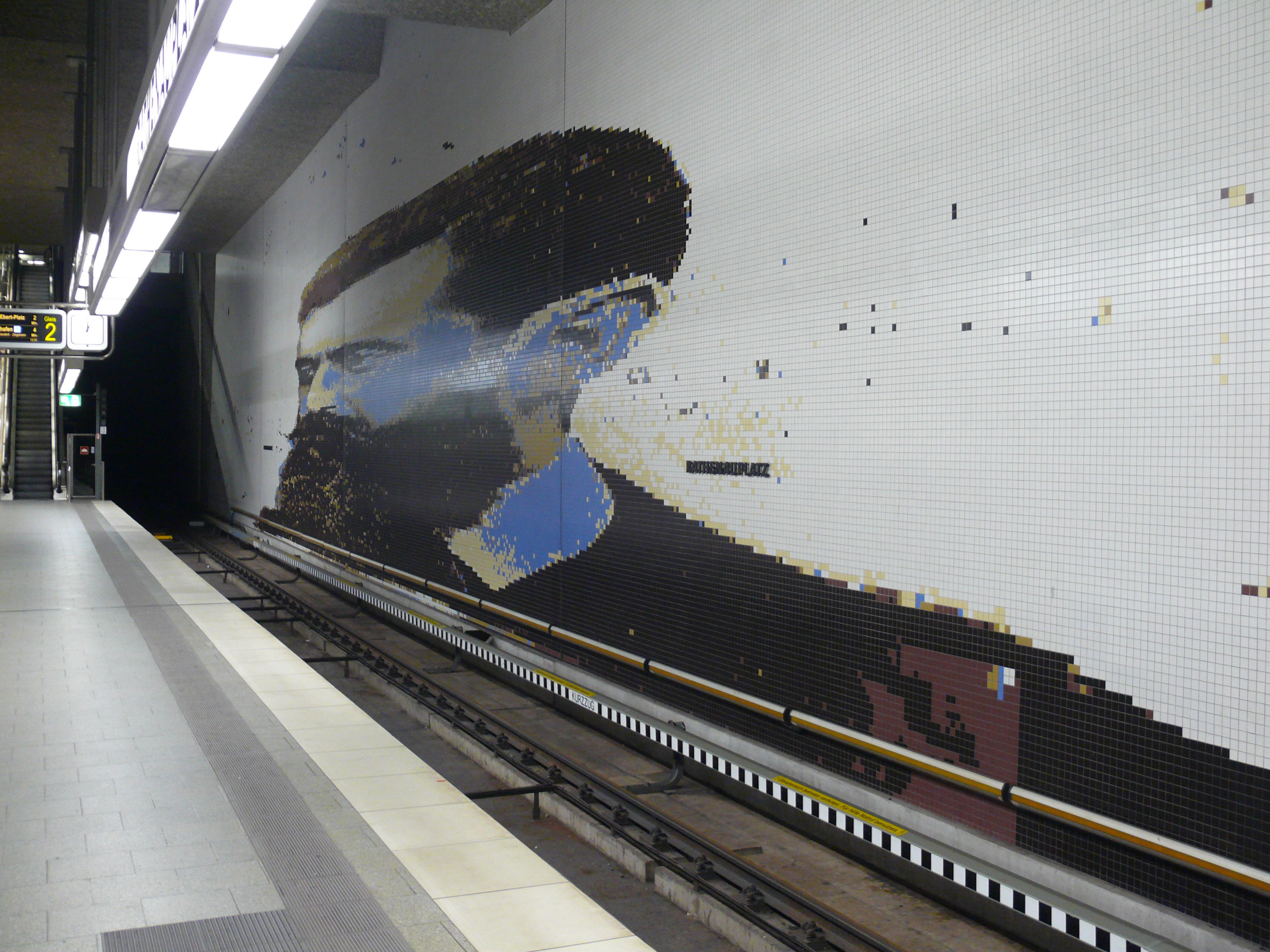
Theodor Herzl auf Großmosaik im U-Bahnhof Rathenauplatz, Nürnberg, gestaltet 1990 von Gregor Hiltner
  - Herzl Figur am Balkon, Tel Aviv
  - Herzliya Ausfahrtsschild
  - Wasserspeicher, Herzliya
  - Herzlbüste versteckt bei einer Kunstausstellung, Tel Aviv
  - Postkarte Herzl mit Stethoskop
  - Straßenschild Herzlstrasse, Tel Aviv
  - Theodor Apartments, Tel Aviv
  - Straßenschild Herzlberg, Jerusalem
  - Herzl Museum Schild, Jerusalem
  - Herzlberg Besucherzentrum, Bild in der Sammlung des Jüdischen Museums der Schweiz
  - Theodor Herzl auf Großmosaik im U-Bahnhof Rathenauplatz, Nürnberg, gestaltet 1990 von Gregor Hiltner

## Gräber in Wien und Jerusalem

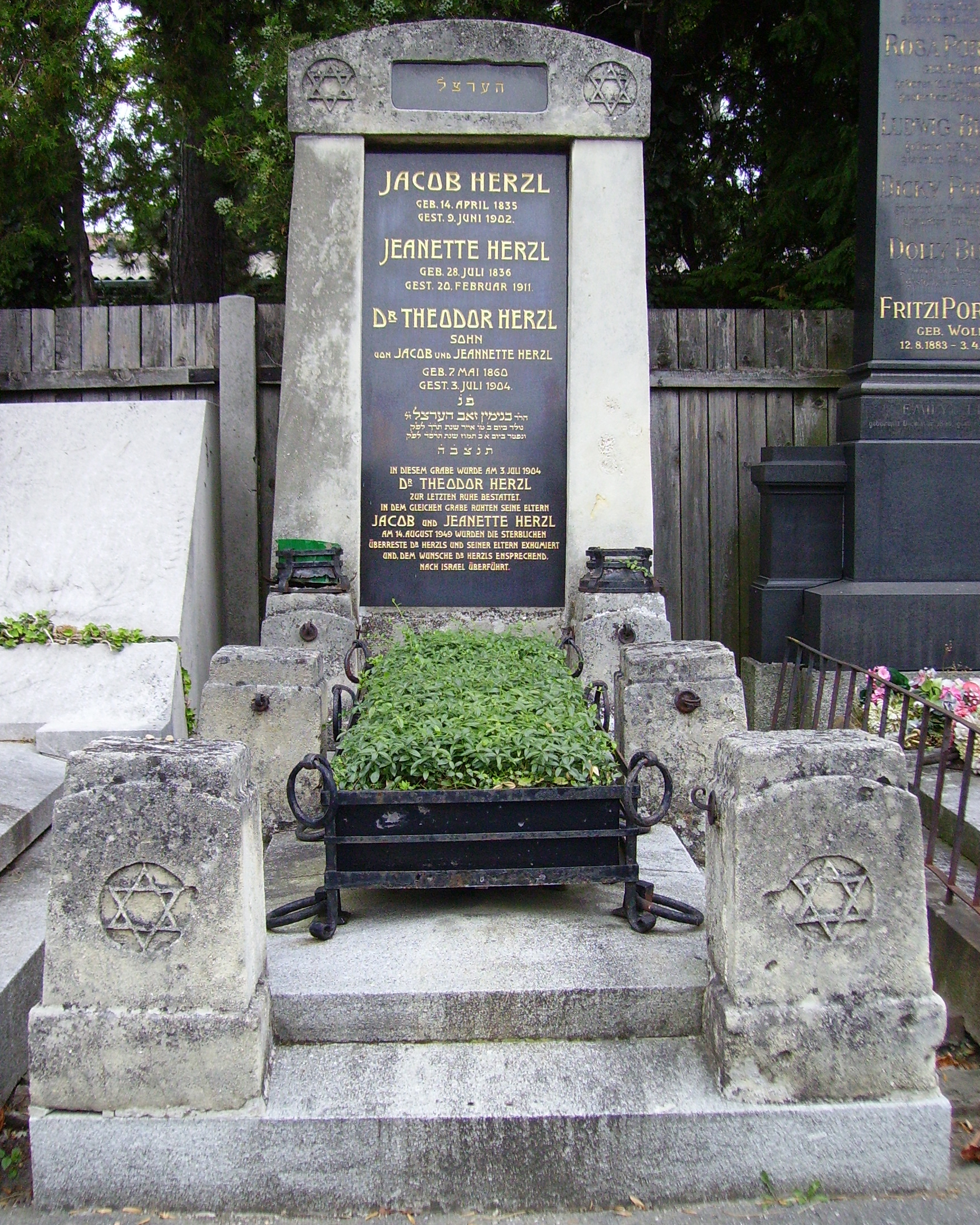
Herzls erste Ruhestätte auf dem Döblinger Friedhof
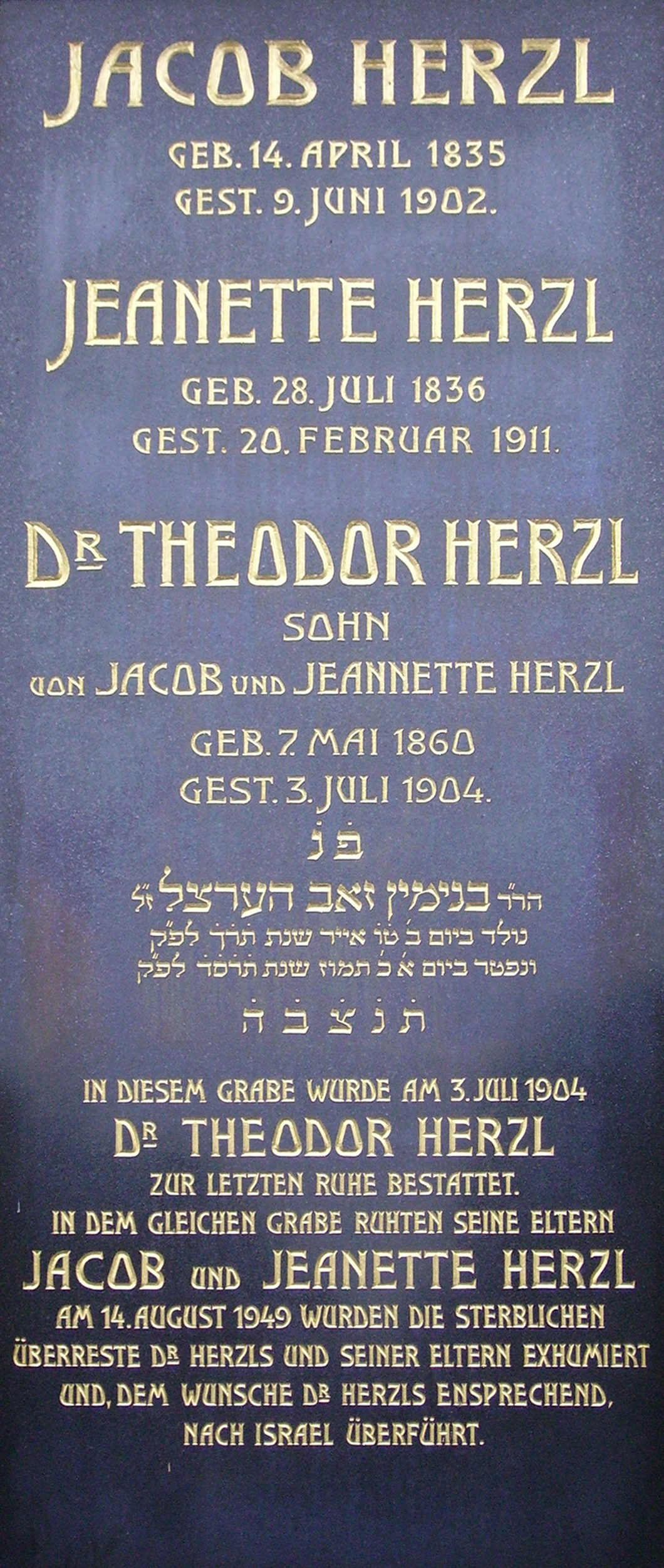
Detailansicht
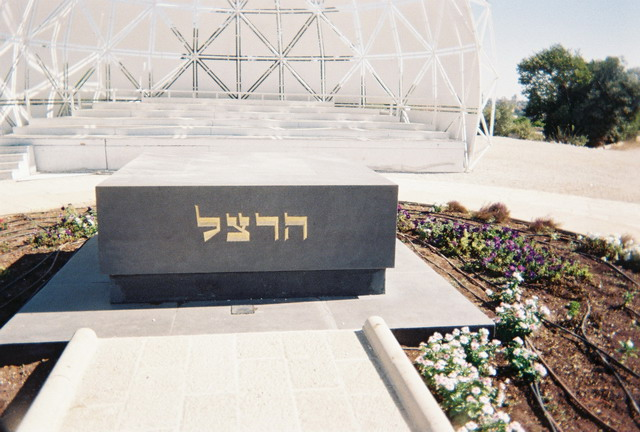
Das Grab am Herzlberg

## Schriften
- Der Judenstaat. Versuch einer modernen Lösung der Judenfrage. Leipzig und Wien 1896.
  - Wikisource-Volltext; Digitalisat und Volltext im Deutschen Textarchiv; Digitalisat der Universitätsbibliothek Wien.
  - Neuausgabe: Manesse-Verlag Zürich 2006, ISBN 3-7175-4055-6.
- Philosophische Erzählungen. B. Harz, Berlin 1900 (Sammlung von 17 Feuilletons aus den Jahren 1887–1900).
  - Wikisource-Volltext.
  - Neuauflage, herausgegeben von Carsten Schmidt. Lexikus Verlag, Bad Kleinen 2011, ISBN 978-3-940206-29-9.
- Altneuland. Utopischer Roman. Hermann Seemann Nachf., Berlin & Leipzig 1902.
  - Volltext bei haGalil und im Internet Archive.
  - Neuauflage, herausgegeben durch Hans Frey (Vorwort: Karlheinz Steinmüller, Nachwort: Emanuel Lottem): Altneuland. Hirnkost, Berlin 2023, ISBN 978-3-949452-43-7.
- Briefe und Tagebücher, 7 Bände. Herausgegeben von Alex Bein, Hermann Greive, Moshe Schaerf und Julius H. Schoeps. Propyläen, Frankfurt am Main/Berlin 1983–1996.

### Biographien
in der Reihenfolge des Erscheinens
- Adolf Friedemann: Das Leben Theodor Herzls. Jüdischer Verlag, Berlin 1914.
- Reuben Brainin: The life of Herzl. New York 1919 (Original hebräisch 1898: Chaje Herzl. Beschreibt Herzls Leben bis zum ersten Kongress).
- Leon Kellner: Theodor Herzls Lehrjahre 1860–1895. Nach den handschriftlichen Quellen. Löwit, Wien/Berlin 1920 (der erste Teil einer auf zwei Bände geplanten Biografie; der zweite Teil kam nicht mehr zustande).
- Alex Bein: Theodor Herzl. Biographie. Fiba, Wien 1934 (grundlegend; verschiedene Folgeauflagen, in mehrere Sprachen übersetzt).
- Josef Patai: Herzl. Omanuth, Tel Aviv 1936 (mit 110 Abbildungen).
- Amos Elon: Morgen in Jerusalem. Theodor Herzl, sein Leben und Werk. Molden, Wien 1975, ISBN 3-217-00546-5.
- Julius Hans Schoeps: Theodor Herzl. Wegbereiter des politischen Zionismus (= Persönlichkeit und Geschichte, Band 86). Muster-Schmidt, Göttingen 1975, ISBN 3-7881-0086-9.
- Ernst Pinchas Blumenthal: Diener am Licht. Eine Biographie Theodor Herzls. Europäische Verlagsanstalt, Frankfurt am Main 1977, ISBN 3-434-00346-0.
- Amos Elon: Theodor Herzl. Schocken Books, New York 1986, ISBN 0-8052-0790-2.
- Avner Falk: Herzl, King of the Jews. A Psychoanalytic Biography of Theodor Herzl. University Press of America, Lanham 1993, ISBN 0-8191-8925-1.
- Jacques Kornberg: Theodor Herzl. From Assimilation to Zionism. Indiana University Press, Bloomington 1993, ISBN 0-253-33203-6.
- Julius H. Schoeps: Theodor Herzl 1860–1904. Wenn Ihr wollt, ist es kein Märchen. Eine Text-Bild-Monographie. Mit 350 Abbildungen in duotone, Wien 1995, ISBN 3-85447-556-X
- Serge-Allain Rozenblum: Theodor Herzl. Éditions du Félin, Paris 2001, ISBN 2-86645-337-9.
- Shlomo Avineri: Theodor Herzl und die Gründung des jüdischen Staates. Jüdischer Verlag im Suhrkamp Verlag, Berlin 2016, ISBN 978-3-633-54275-8.
- Derek Penslar: Theodor Herzl: The Charismatic Leader. Yale University Press, New Haven 2020, ISBN 978-0-300-18040-4.
  - deutschsprachige Ausgabe: Theodor Herzl. Staatsmann ohne Staat. Eine Biographie. Wallstein Verlag, Göttingen 2022, ISBN 978-3-8353-5204-9.

### Artikel in biographischen Handbüchern
- Robert Weltsch: Herzl, Theodor. In: Neue Deutsche Biographie (NDB). Band 8, Duncker & Humblot, Berlin 1969, ISBN 3-428-00189-3, S. 735–737 (Digitalisat).
- Helge Dvorak: Biographisches Lexikon der Deutschen Burschenschaft. Band I: Politiker. Teilband 2: F–H. Winter, Heidelberg 1999, ISBN 3-8253-0809-X, S. 317–318.

### Einzelne Gesichtspunkte
- Tulo Nussenblatt (Hrsg.): Zeitgenossen über Herzl. Jüdischer Buch- und Kunstverlag, Brünn 1929.
- Saul Raphael Landau: Sturm und Drang im Zionismus. Rückblick eines Zionisten. Vor, mit und um – Theodor Herzl. Verlag der Neuen National-Zeitung, Wien 1937.
- Hermann und Bessie Ellern: Herzl, Hechler, the Grand Duke of Baden and the German Emperor. Ellern's Bank, Tel Aviv 1961.
- Clemens Peck: Im Labor der Utopie. Theodor Herzl und das „Altneuland“-Projekt. Jüdischer Verlag, Berlin 2012, ISBN 978-3-633-54262-8.
- Doron Rabinovici, Natan Sznaider: Herzl relo@ded – Kein Märchen. Suhrkamp, Berlin 2016, ISBN 978-3-633-54276-5.
- Peter Rohrbacher: „Wüstenwanderer“ gegen „Wolkenpolitiker“ – Die Pressefehde zwischen Eduard Glaser und Theodor Herzl in: Anzeiger der philosophisch-historischen Klasse; 141. Wien: Österreichische Akademie der Wissenschaften (2006), 103–116.

### Aufsätze
- Isaiah Friedman: Theodor Herzl – Political Activity and Achievements. In: Israel Studies, Jg. 9 (2004), Nr. 3, S. 46–79.
- Andrea Livnat: Der Prophet des Staates. Theodor Herzl im kollektiven Gedächtnis Israels. In: jungle-world.com (Auszug).

### Nachschlagewerke
- Felix Czeike: Historisches Lexikon Wien, Band 2. Verlag Kremayr & Scheriau, Wien 1993, ISBN 3-218-00547-7, S. 46f.
- Werner T. Bauer: Wiener Friedhofsführer. Genaue Beschreibung sämtlicher Begräbnisstätten nebst einer Geschichte des Wiener Bestattungswesens. Falter Verlag, Wien 2004, ISBN 3-85439-335-0.
- Hans Pemmer/Ninni Lackner: Der Döblinger Friedhof. Seine Toten, seine Denkmäler. Rausch, Wien 1947.
- Tim Corbett: Was ich den Juden war, wird eine kommende Zeit besser beurteilen…”. Myth and Memory at Theodor Herzl’s Original Gravesite in Vienna, in: S:I.M.O.N. – Shoah: Intervention. Methods, Documentation 3 (2016) 1, ISSN 2408-9192, S. 64–88.

Periodika
- Herzl Year Book. New York 1958 ff.

## Film
- Der Traum vom Gelobten Land. Theodor Herzl und das moderne Israel, Monika Czernin und Melissa Müller, Spiel-Doku, 45 Min., ZDF/ORF, 2010.